# Wee1

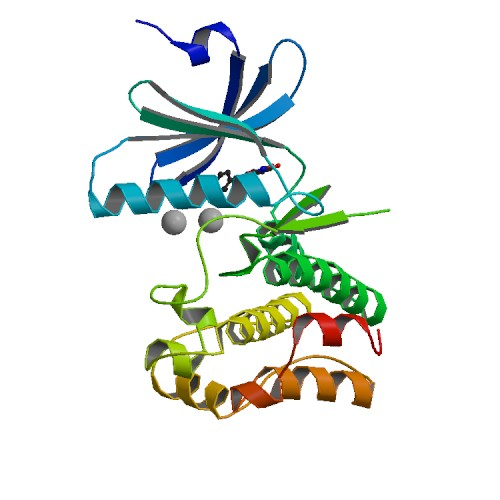
Représentation de la structure cristalline de Wee1.

Wee1 est une protéine nucléaire de la famille Serine/thréonine kinase dont le substrat est la cycline M-CDK. Elle a un rôle dans la division cellulaire par l'intermédiaire de l'horloge circadienne, celle ci étant un système qui permet la régulation de nombreux processus biologiques vitaux.
L’altération de cette horloge est liée à de nombreuses conditions pathologiques telles que le cancer, ce qui suggère l’importance d’une régulation circadienne du cycle de division cellulaire. La compréhension de ce cycle est  primordiale pour l’étude de la prolifération cellulaire dans le corps humain.
Le cycle de division cellulaire comporte 4 phases successives nommées G1, S, G2 et M. La présence de points de contrôle entre ces phases permet de réguler le passage d’une phase à l’autre et d’éviter toute anomalie. Parmi ces points de contrôle, la transition G2/M est particulièrement importante en raison de son implication dans de nombreux cancers. Wee1 joue un rôle dans cette transition en inhibant l’entrée en mitose via l’inhibition de la M-CDK, permettant le ralentissement du cycle cellulaire afin d'éviter une division précoce de la cellule mère.

## Fonction de Wee1
Wee1 est une tyrosine kinase d’abord impliquée dans la régulation du point de contrôle entre la phase G2 et M, lui-même régulé par l’horloge circadienne. En effet, Wee1 inhibe le complexe M-CDK grâce à sa capacité de catalyser la phosphorylation d’une tyrosine inhibitrice. Le complexe M-CDK est un activateur de phase M formée d’une cycline de phase M (cycline B) liée avec une kinase cycline dépendant (CDK). Lorsque la réplication de l'ADN est achevée, l’activation de M-CDK favorise l’entrée de la cellule en phase M. En présence de Wee1, cette kinase phosphoryle la CDK en ajoutant un phosphate inhibiteur dans sa sous-unité, et cette phosphorylation maintient l’inactivation du complexe M-CDK. À l’encontre de cette régulation négative provoquée par Wee1, Cdc25 réactive M-CDK afin de permettre l’entrée dans la phase M. Cette tyrosine phosphatase enlève le phosphate ajouté sur la CDK, puis le complexe M-CDK activé favorise une rétroaction positive afin de réactiver Cdc25. La transition de phase G2 à M nécessite donc Wee1 pour désactiver le complexe M-CDK.
De plus, l’expression de l’ARN messager et de la protéine Wee1, de même que son activité kinasique qui régule l’entrée en mitose, est très circadienne. Le promoteur Wee1 contient 3 séquences « E-box » sur lesquelles CLOCK et BMAL1 se lient. Cela entraîne la transcription des gènes per et cry et ainsi, la production des protéines PER et CRY. Ces protéines induiront éventuellement une inhibition de CLOCK et BMAL1, constituant alors une boucle de rétroaction négative.
Chez les humains, on considère que le cycle lumière-obscurité comporte environ 16 heures de jour et 8 heures de nuit. L’augmentation de la concentration de Wee1 survient vers la fin de la période de lumière, entre 20h et minuit. La diminution de Wee1 a lieu par la suite, accompagnée par l’augmentation de l’activité de la CDK1, qui augmentera ainsi la probabilité d'entrer en phase M. Dans ce modèle, on suppose que l'augmentation de la concentration de Wee1 pendant 4 heures est immédiatement suivie par l’augmentation de l’activité de la CDK pendant 4 heures également. Ainsi, le cycle cellulaire reste bloqué en G2 pendant 4 heures avant de finalement transiter vers la phase M.
De surcroît, Wee1 est responsable de maintenir la taille spécifique des cellules. Étant donné que Wee1 détermine le temps de l’entrée dans la phase M en désactivant le complexe M-CDK par la phosphorylation de la CDK, cette kinase est nécessaire pour contrôler la taille des cellules. D’une part, l’absence de Wee1 permet aux cellules d’entrer dans la phase M avant que leur taille soit suffisamment grande. En conséquence, la division cellulaire produit deux cellules filles de taille exceptionnellement petite. D’autre part, l’augmentation de dosage de Wee1 ralentit l’entrée des cellules en phase M, ce qui produit deux cellules filles de grande taille.

## Gènes de l’horloge: implication dans le cancer
L’horloge circadienne, par l’intermédiaire de BMAL1, induit l’expression de Wee1, un inhibiteur de CDK1 et, par le fait même, la transition G2/M du cycle cellulaire. Ceci illustre donc une interdépendance du cycle cellulaire et des rythmes circadiens. D’ailleurs, des souris déficientes du gène Clock1, dont la protéine forme un complexe avec BMAL1, présentent des niveaux réduits d'ARNm Wee1. Cette interaction démontre que le cycle cellulaire peut être entraîné par l’horloge circadienne de telle sorte que la fraction de cellules en phase S varie selon une périodicité de 24 h. Les conséquences d’un tel couplage pour la chronothérapie antitumorale ont été étudiées de manière clinique et théorique.

## Wee1 et cancérogénèse
Les cellules normales réparent l'ADN endommagé lors de l'arrêt de la phase G1 du cycle cellulaire. Cependant, les cellules cancéreuses présentent généralement un point de surveillance G1/S déficient, ce qui entrave leur capacité à interrompre le cycle cellulaire pour réparer les dommages causés à l'ADN avant la réplication de celui-ci et permet donc l’accumulation de mutations au sein du génome. Les cellules cancéreuses dépendent donc d'un point de surveillance G2/M fonctionnel pour assurer la réparation de leur ADN endommagé. Le cycle de division cellulaire et l'horloge circadienne sont couplés de multiples façons, puisque plusieurs composants moléculaires du cycle cellulaire sont contrôlés de manière circadienne. En effet, la synthèse de Wee1, qui inhibe la transition G2/M, est renforcée par le complexe CLOCK-BMAL1 qui joue un rôle central dans l'horloge circadienne des mammifères. Diverses études ont permis d’observer que la protéine Wee1 est fortement exprimée dans plusieurs types de cancer, notamment les cancers du sein, les cancers du col de l'utérus, les cancers du poumon, la leucémie, et bien d'autres. Ces observations suggèrent que Wee1 pourrait être une nouvelle cible thérapeutique dans le traitement du cancer.

## Inhibiteur de Wee1 comme cible thérapeutique
Lorsque combiné à des agents chimio thérapeutiques, l’utilisation de AZD1775, un inhibiteur de la protéine kinase Wee1, a permis d’éliminer le point de surveillance G2/M, ce qui mène à l'apoptose des cellules cancéreuse. De plus, lorsque combiné à des traitements par radiothérapie, il a été démontré que cet inhibiteur augmentait l'efficacité du traitement en agissant comme radiosensibilisateur pour des modèles de cancer du col de l'utérus. L'AZD1775 induit une forme particulière d’apoptose, soit la catastrophe mitotique. Ce processus est associé à une activation inappropriée du facteur de promotion de la mitose (MPF). Un fonctionnement anormal des systèmes de contrôle du cycle cellulaire couplé à une altération de l’ADN provoque l’activation de la catastrophe mitotique et induit la mort cellulaire.
En parallèle, Do et al. ont démontré que l'inhibition de Wee1 par AZD1775 permet de renforcer la cytotoxicité de divers agents alkylants dont l’action est d’endommager l'ADN de façon à provoquer la mort des cellules cancéreuses. Cet effet est d'ailleurs d’autant plus prononcé dans les cancers présents chez des individus portant des mutations du gène p53, ce qui soutient l'idée que les cellules cancéreuses présentant une déficience au niveau du point de surveillance G1 sont fortement dépendantes du point de surveillance de la phase G2 pour échapper à la catastrophe mitotique.

## Effet du docétaxel sur l’expression de Wee1
Plusieurs essais cliniques étudient les effets de AZD1775 combiné avec divers médicaments anticancéreux tels que le docétaxel dans le traitement de différents cancers. En effet, une corrélation entre Wee1 et docétaxel a été établie par Obi-Ioka et al. ; Wee1 est impliqué dans le mécanisme des changements dépendants du rythme circadien dans les lésions intestinales induites par le docétaxel. Un traitement au docétaxel sur une lignée cellulaire de cancer du sein humain provoque la mort cellulaire principalement par le processus de catastrophe mitotique. Ce médicament s’est d’ailleurs montré efficace contre divers cancers tel les cancers du sein, de la prostate, des poumons et de l’ovaire.
Employé en parallèle avec d’autres agents comme l'AZD1775, le docétaxel permet d’amplifier l’effet de celui-ci sur les cellules cancéreuses. Par contre, le docétaxel provoque des répercussions délétères au niveau des intestins des patients atteints de cancer. Ces effets funestes représentent une conséquence du temps de dosage du médicament, qu’il soit administré lors d’une période sombre ou lumineuse. Diverses expériences sur les souris, mammifères nocturnes et actives pendant la nuit, démontrent d'ailleurs des formations de lésions sévères lors d’une période de lumière, soit les périodes d’inactivité. L’étude démontre qu’un traitement itératif de docétaxel provoque une augmentation de l’expression de l’ARNm de Wee1 et de CKD1 dans l’intestin. La surexpression de l’ARNm de Wee1 provoqué par le docétaxel est particulièrement visible au début de la période d'obscurité. Cette amplification n’est par contre pas observée chez BMAL1 et CLOCK, indiquant que le médicament ne modifie pas la liaison des gènes impliquées dans l’horloge circadienne, mais entraîne un changement au niveau de leur expression.
Les lésions intestinales provoquées par le docétaxel chez les souris sont moins fatales lorsque l’administration de celui-ci se fait pendant une période lumineuse. Lors de cette période, l’effet antitumoral subit une amplification. Ceci s’explique par l’augmentation de l’expression de Wee1 qui inhibe davantage de CDK1 et provoque ainsi le processus de catastrophe mitotique. De ce fait, il est suggéré que les traitements au docétaxel soient administrés en début de la nuit chez les humains atteints de cancer, afin de réduire la gravité des lésions intestinales.